# Frank Fetter
Frank Albert Fetter (8 de março de 1863 - 21 de março de 1949) foi um economista americano da Escola Austríaca. O tratado de Fetter, The Principles of Economics, contribuiu para um aumento do interesse americano na Escola Austríaca, incluindo as teorias de Eugen von Böhm-Bawerk, Friedrich von Wieser, Ludwig von Mises e Friedrich Hayek.
Fetter debateu nomeadamente Alfred Marshall, apresentando uma reavaliação teórica da terra como capital. Acredita-se que os argumentos de Fetter levaram os economistas do mainstream a abandonar a ideia georgista de que "a terra é um fator único de produção e, portanto, que há uma necessidade especial de uma teoria especial de renda ..." A teoria subjetiva do valor, Fetter enfatizou a importância da preferência temporal e rejeitou Irving Fisher por abandonar a teoria da preferência temporal pura que Fisher havia defendido anteriormente em seu livro de 1907, The Rate of Interest.

## Início da vida e educação
Frank Fetter nasceu no Peru, Indiana, em uma família Quaker, durante o auge da Guerra Civil Americana. Fetter se mostrou um estudante capaz quando jovem, como demonstrado por sua aceitação na Universidade de Indiana em 1879, quando ele tinha apenas dezesseis anos de idade. Em Indiana, ele ingressou na Fraternidade Phi Kappa Psi. Fetter estava a caminho de se formar com a turma de 1883, mas deixou a faculdade para administrar a livraria de sua família com as notícias do declínio da saúde de seu pai. Trabalhar na livraria ofereceu uma oportunidade para o jovem se familiarizar com algumas das ideias econômicas que mais tarde se revelariam formativas. O principal entre as influências intelectuais que Fetter encontrou nessa época foi O Progresso e a Pobreza de Henry George (1879).
Após oito anos, Fetter retornou ao mundo acadêmico e finalmente concluiu seu bacharelado em 1891. Em 1892, Jeremiah W. Jenks - que havia ensinado Fetter na Universidade de Indiana - adquiriu um posto de professor na Cornell University no cargo de Presidente da Escola Branca de História e Ciência Política, e posteriormente garantiu uma bolsa para Fetter naquela instituição. Fetter completou seu mestrado em Filosofia no mesmo ano. Jenks então convenceu Fetter a estudar, como o próprio Jenks, sob Johannes Conrad na Sorbonne em Paris, na França. Fetter ganhou seu Ph.D. em 1894, da Universidade de Halle, na Alemanha, onde ele escreveu sua tese de doutorado, uma crítica da teoria da população malthusiana.

## Vida profissional

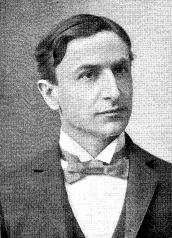
Frank Fetter como um homem jovem, retratado na American Economic Review

Depois de obter seu doutorado, Fetter aceitou uma instrução em Cornell, mas rapidamente saiu depois de ser oferecido um cargo de professor na Universidade de Indiana. Em 1898, a Universidade de Stanford o atraiu para longe de Indiana, mas Fetter demitiu-se de Stanford três anos depois devido a uma disputa relacionada à liberdade acadêmica. Depois de deixar Stanford em 1901, Fetter voltou para Cornell, onde permaneceu por dez anos. Em 1911, ele novamente se viu em transição profissional, aceitando o cargo de presidente em um departamento interdisciplinar na Universidade de Princeton, que incorporou história, política e economia. Fetter foi o primeiro presidente da Universidade de Princeton, do Departamento de Economia e Instituições Sociais.
Apesar de sua proximidade ideológica e relacionamento pessoal com eminentes economistas da Escola Austríaca, como Eugen von Böhm-Bawerk e Friedrich von Wieser, bem como suas críticas favoráveis de obras de Ludwig von Mises e FA Hayek, Fetter se referiu a si mesmo, Thorstein Veblen e Herbert. J. Davenport, mais especificamente, como membros da "American Psychological School". Atualmente, a denominação "Escola Psicológica" é considerada sinônimo de "Escola Austríaca."

Fetter foi um forte opositor do plano de Franklin D. Roosevelt de acabar com o padrão ouro e trabalhou com outros economistas no lobby contra a mudança para uma moeda fiduciária. Com alguma indicação do papel do Fetter nesses esforços,
Em janeiro de 1933, uma carta foi enviada ao presidente eleito, instando-o a não só reduzir as barreiras tarifárias para revitalizar o comércio internacional, mas também manter o padrão-ouro "sem hesitação". A carta foi assinada por um número de proeminentes economistas "tradicionais", liderados pelo americano "austríaco" Frank A. Fetter, de Princeton.

## Contribuições teóricas em economia

### A terra como capital

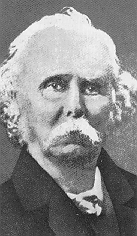
Alfred Marshall (1842-1924)

Fetter participou de um debate notável com o economista inglês Alfred Marshall, tanto por meio de seu Principles of Economics, de 1904, quanto por uma série de artigos de periódicos nos periódicos da American Economic Association e no Quarterly Journal of Economics. Ele contestou a posição de Marshall de que a terra é teoricamente distinta do capital. Fetter argumentou que tal distinção era impraticável, afirmando que,
A noção de que é simples distinguir entre o rendimento dos agentes naturais e o das melhorias é fantasiosa e confusa ... A classificação objetiva da terra e do capital como agentes naturais e artificiais é uma tarefa que sempre deve transcender o poder humano de discriminação.
A posição de Fetter sobre esta questão levou-o ainda a opor-se a ideias georgistas como o imposto sobre o valor da terra. Mark Blaug, especialista em história do pensamento econômico, acredita que Fetter e John Bates Clark influenciaram os economistas do mainstream a abandonar a ideia de que "a terra é um fator único de produção e, portanto, há uma necessidade especial de uma teoria especial de renda". .... Essa é, de fato, a base de todos os ataques a Henry George por economistas contemporâneos e certamente a razão fundamental pela qual os economistas profissionais o ignoraram cada vez mais."

### Aplicações da teoria do valor subjetivo

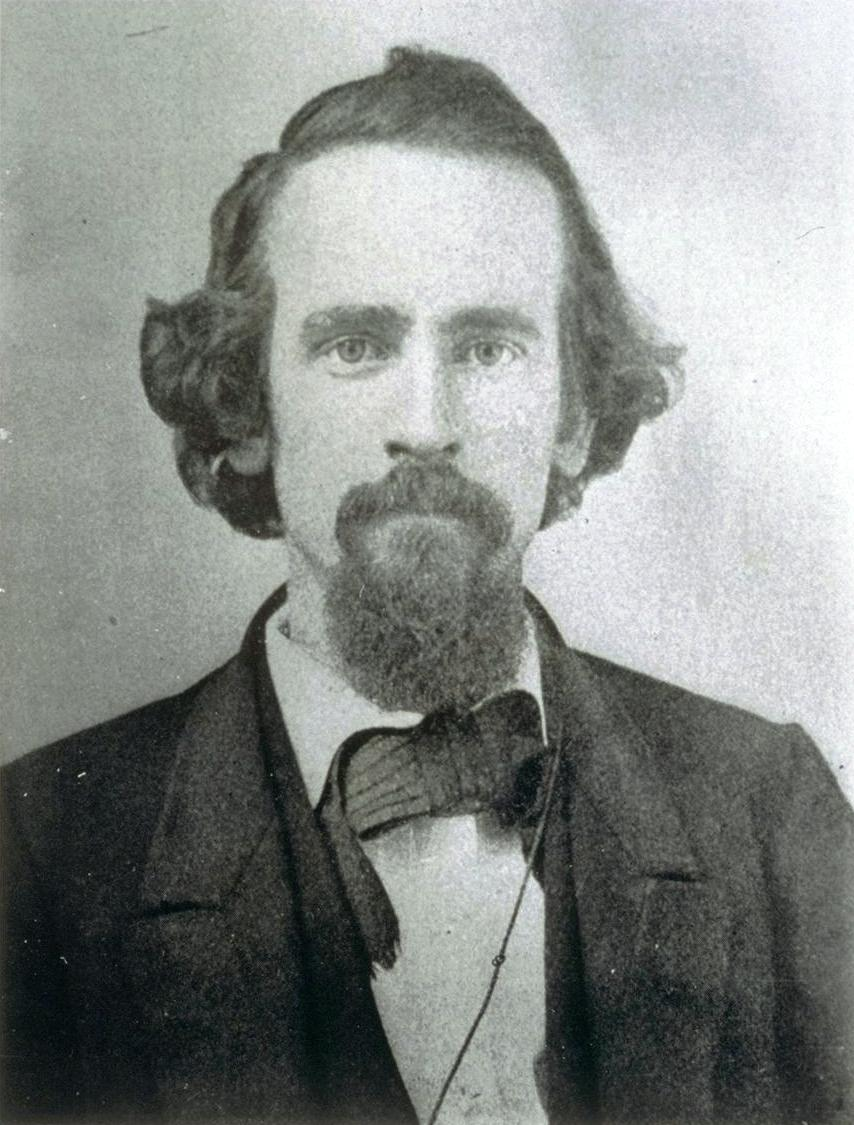
Henry George (1839-1897)

Fetter acreditava na teoria subjetiva do valor, e assim, apoiava a um puro momento de preferência teoria do interesse.  Richard Ebeling escreveu que Fetter "construiu uma teoria consistente de valor, preço, custo e produção no contexto de enfatizar o elemento tempo-valorativo em todas as escolhas de consumo e produção". De acordo com Jeffrey Herbener, Fetter afirmou que "assim como o preço de cada bem de consumo é determinado apenas pelo valor subjetivo, a taxa de juros é determinada apenas pela preferência temporal".
Da mesma forma, explica Herbener, isso levou Fetter a concluir que "o preço de aluguel de cada bem de produtor é atribuído a ele pela demanda empresarial e é igual ao seu produto de valor marginal descontado. O valor de capital de cada bem durável é igual a o valor descontado de seus futuros aluguéis". A contribuição de Fetter para a tradição subjetivista austríaca, então, é que ele "mostrou como essa teoria subjetiva e uniforme do valor implica o desaparecimento das teorias socialistas da exploração do trabalho, teorias ricardianas da renda e teorias de interesse da produtividade."

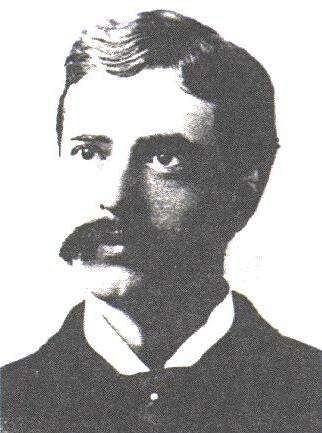
Irving Fisher (1867-1947)

### A crítica de Fisher, a teoria do interesse
Em "Teorias de Interesse, Velho e Novo" (1914), Fetter criticou Irving Fisher por abandonar a teoria da preferência temporal pura que Fisher havia defendido anteriormente em seu livro de 1907, The Rate of Interest, um volume que influenciou pesadamente Fetter.

## Recepção na academia
Em 1909, com a idade de quarenta e seis anos, Fetter recebeu um título honorário LL.D. da Colgate University, e foi presidente da American Economic Association, em 1913. Adicionais de doutorado honorário foram atribuídas a Fetter por Occidental College, em 1930, e pela Universidade de Indiana, em 1934. Ele foi fellow da Academia Americana de Artes e Ciências e um membro da Sociedade Filosófica Americana. Em 1927, ele foi premiado com a  Medalha Karl Menger pela Austríaca Sociedade Econômica.

O tratado de Fetter, Principles of Economics (1904), foi descrito por Herbener como "insuperável até o tratado de Ludwig von Mises de 1940, Nationaloekonomie." O prefácio de Rothbard à edição de 1977 da capital, interesse e renda do Fetter, ele observa que foi introduzido pela primeira vez ao trabalho de Fetter por meio de uma citação na Ação Humana de Mises e descreve as opiniões de Fetter sobre juros e aluguel como "austríacas" e influentes em suas próprias opiniões.
... enquanto lia a obra de Fetter no decorrer da escrita do meu Homem, Economia e Estado ... Fiquei impressionado com o brilhantismo e consistência de sua teoria integrada de distribuição e com a negligência de Fetter nas histórias atuais do pensamento econômico, mesmo por aqueles que são orientados austríacos. Para a teoria sistemática de Fetter, embora desafiadora e original (particularmente suas teorias de interesse e aluguel), estava enfaticamente na tradição escolar austríaca. 
Após a morte de Fetter, em 1949, J. Douglas Brown, que mais tarde seria nomeado reitor da Universidade de Princeton, escreveu um "Memorial" a Fetter para a American Economic Review. Ele abriu o tributo com o anúncio de que "com a morte de Frank Albert Fetter, a grande companhia de economistas americanos sofreu uma perda irreparável."

## Livros
- Versuch einer Bevolkerungslehre ausgehen von einer a kritic des Malthus'schen Bevolkerungsprincips (Tradução: "Um Ensaio sobre a População Doutrina com base em uma Crítica da População Princípios de Malthus"). Jena: Gustav Fischer, 1894.
- Princípios de Economia. Nova York: O Século Co., 1905
- Fonte Livro em Economia. Nova York: O Século Da Empresa., 1912.
- Economia, Volume 1: Princípios Econômicos. Nova York: O Século Co., 1915.
- Manual de Referências e Exercícios em Economia para Uso com, Vol. 1: Princípios Econômicos. Nova York: O Século Co., 1916.
- Economia, Vol. 2: Moderna Problemas Econômicos. Nova York: O Século Co., 1916. 2.ª edição revista, 1922.
- Manual de Referências e Exercícios em Economia para Uso com, Vol. 2: Economia Moderna. Nova York: O Século Co., 1917.
- Disfarce do Monopólio. New York: Harcourt, Brace & Co., 1931.
- De Capital, Juros e Renda: Ensaios da teoria da distribuição.  Institute for Humane Studies. Kansas City: Sheed Andrews e McMeel, Inc., 1977.

## Artigos
- "A Recente Discussão sobre o Conceito de Capital", de Frank A. Fetter, Quarterly Journal of Economics, (1900)